# 穆罕默德·希达亚乌拉
穆罕默德·希达亚乌拉（1905年12月17日—1992年9月18日），出生于英属印度、印度副總統和代总统。同时也是著名法学家、学者、教育家、作家和语言学家。